# Mycomya subarctica
Mycomya subarctica är en tvåvingeart som beskrevs av Vaisanen 1979. Mycomya subarctica ingår i släktet Mycomya och familjen svampmyggor. Arten har ej påträffats i Sverige. Inga underarter finns listade i Catalogue of Life.